# Бертоне, Росана
Росана Бертоне (исп. Rosana Bertone) — государственный и политический деятель Аргентины. С 10 декабря 2015 года занимает должность губернатора провинции Огненная Земля.

## Биография
Росана Бертоне родилась 9 мая 1972 года в аргентинском городе Сан-Сальвадор, провинция Энтре-Риос. В 1995 году окончила юридический факультет в Национальном университете «Дель — Литораль». В 2001 году была избрана в Палату депутатов Аргентины от Огненной Земли, переизбрана в 2005 и 2009 годах. В 2010 году она выступила против планов своей партии по легализации однополых браков в стране.
В 2011 году Росана Бертоне приняла участие в выборах губернатора Огненной Земли, но проиграла во втором туре Фабиане Риос. В 2013 году Росана Бертоне была избрана в Сенат Аргентины от Огненной Земли. В 2015 году она вновь выставила свою кандидатуру на должность губернатора Огненной земли, набрав 42,26 % голосов в первом туре. 28 июня 2015 года Росана Бертоне одержала победу над Федерико Сьюрано, набрав более 50 % голосов и став губернатором Огненной земли.